# Rohan (Francia)
Rohan è un comune francese di 1 674 abitanti situato nel dipartimento del Morbihan nella regione della Bretagna.

## Società

### Evoluzione demografica
Abitanti censiti